# Josep Francesc Antoni Font
Josep Francesc Antoni Font més conegut com a Francesc Font (en francès François Font, Prada, Conflent, 14 de juny de 1831 - Perpinyà, 17 d'octubre de 1908) fou un sacerdot catòlic i historiador nord-català, especialista en la història religiosa de les comarques de la Catalunya del Nord. Ha escrit obres en francès sobre les abadies de Sant Martí del Canigó (1904) i Sant Miquel de Cuixà (1881). Va estar disset anys com a capellà de la parròquia de Codalet, on s'hi troba Sant Miquel de Cuixà, i aprofità la seva estada per aplegar els documents sobre la història de l'abadia. de 1882 a 1890 fou capellà a Portvendres. on va menar la construcció d'una nova església parroquial. Els darrers anys els passà a la parròquia de Sant Josep de Perpinyà.

## Obres
- Font, François. Histoire de l'abbaye royale de Saint-Martin du Canigou (Diocèse de Perpignan) suivie de la légende et de l'histoire de l'Abbaye de Saint André d'Exalada.  Perpinyà: C. Latrobe, 1903.